# Berdejo
Berdejo ist ein nordspanischer Ort und eine Gemeinde (municipio) mit 38 Einwohnern (Stand: 2024) im äußersten Westen der Provinz Saragossa und der Autonomen Region Aragonien. Der Ort gehört zur bevölkerungsarmen Serranía Celtibérica; regional wird er manchmal aufgrund einer Verwechslung des Ortsnamens als Geburtsort des hl. Aemilianus von Cogolla angesehen.

## Lage und Klima
Der nahe der Grenze zur altkastilischen Provinz Soria gelegene Ort Berdejo liegt auf einer knapp 1000 m hohen Bergflanke oberhalb des Río Manubles, einem Nebenfluss des Río Jalón; er befindet sich ungefähr 30 km (Luftlinie) südwestlich der maximal ca. 2315 m hohen Sierra de Moncayo. Der Ort ist gut 125 km (Fahrtstrecke) in westlicher Richtung von der Provinzhauptstadt Saragossa entfernt; die historisch und kulturell bedeutsame Stadt Calatayud ist ca. 45 km in südöstlicher Richtung entfernt. Das Klima ist gemäßigt bis warm; Regen (ca. 515 mm/Jahr) fällt mit Ausnahme der eher trockenen Sommermonate übers Jahr verteilt.

## Bevölkerungsentwicklung
| Jahr      | 1857 | 1900 | 1950 | 2001 | 2017 |
| Einwohner | 362  | 339  | 275  | 66   | 51   |

Die Mechanisierung der Landwirtschaft, die Aufgabe bäuerlicher Kleinbetriebe und der damit verbundene Verlust von Arbeitsplätzen führten seit der Mitte des 20. Jahrhunderts zu einem deutlichen Rückgang der Bevölkerung (Landflucht).

## Wirtschaft
Jahrhundertelang lebten die Bewohner des Ortes direkt oder indirekt als Selbstversorger von der Landwirtschaft, zu der auch die Viehhaltung gehörte. Die Verarbeitung von Schafwolle war im 16. und 17. Jahrhundert ein bedeutender Wirtschaftsfaktor. Heute spielen vor allem Obstbäume wesentliche Rollen im Wirtschaftsleben des Ortes; außerdem werden Ferienwohnungen (casas rurales) vermietet.

## Geschichte
Obwohl der Ort zum Siedlungsgebiet der keltiberischen Lusonen gehörte, wurden bislang weder keltiberische noch römische oder westgotische Spuren entdeckt. Im 8. Jahrhundert drangen arabisch-maurische Heere bis ins obere Ebro-Tal vor, doch selbst aus dieser Zeit fehlen für Berdejo archäologisch verwertbare Spuren; im 9. oder 10. Jahrhundert entstand jedoch möglicherweise eine erste Burg (castillo). Um das Jahr 1120 wurde die Gegend von Alfons I. von Aragón zurückerobert (reconquista). Die Gegend war lange Zeit zwischen den Königreichen Aragón und Kastilien umstritten (Guerra de los Dos Pedros); dieser Streit endete erst mit der Eheschließung der Katholischen Könige Isabella I. von Kastilien und Ferdinand II. von Aragón im Jahr 1469.

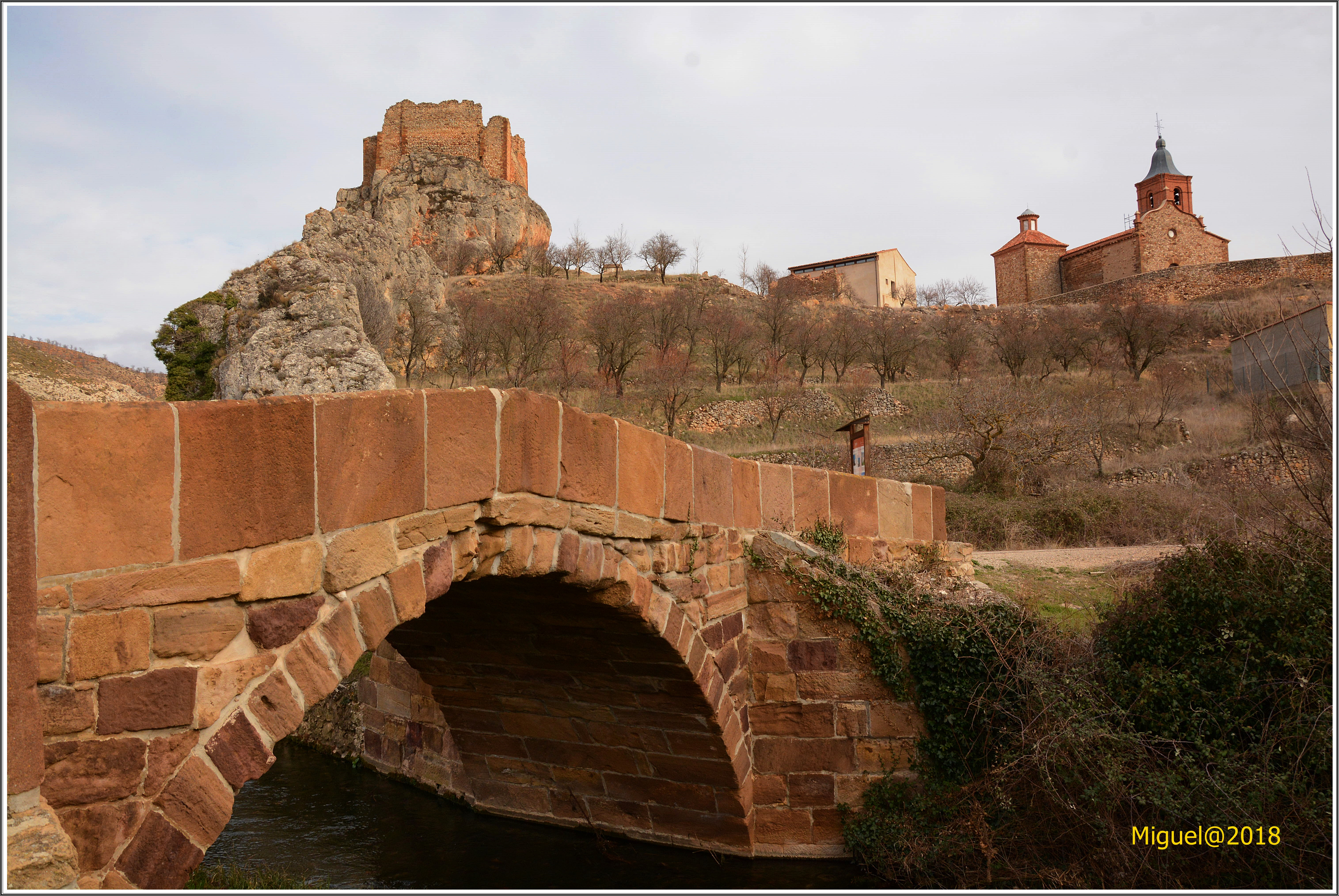
Berdejo – Steinbrücke, Kirche und Burgruine

## Sehenswürdigkeiten
- Von der bereits im 12. Jahrhundert existierenden und im Krieg gegen Kastilien im 14. Jahrhundert zerstörten Burg (castillo) stehen noch Reste des ehemals ca. 15 m hohen Bergfrieds (torre del homenaje) und der Burgmauern. Im Burghof befindet sich eine abgedeckte Zisterne (aljibe)[5][6]
- Die um das Jahr 1200 errichtete einschiffige Kirche San Millán ist dem heiligen Aemilianus von Cogolla geweiht. Vom romanischen Ursprungsbau sind nur Teile der Apsis erhalten. Der Rest des Kirchenbaus wurde wiederholt umgestaltet; zuletzt kamen die beiden Querhauskapellen mit ihren Laternenaufsätzen hinzu.[7]
- Im Tal quert eine Steinbrücke (Puente del Molino) aus dem 17. oder 18. Jahrhundert den Río Manubles.